# Viperidae

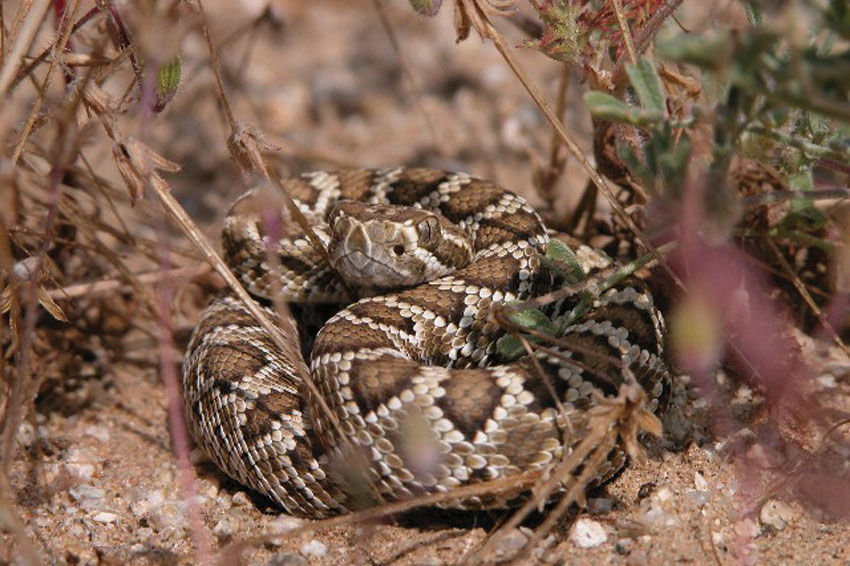
Crotalus sulcatus.

Los vipéridos (Viperidae) son una familia de serpientes altamente venenosas que comprende las víboras del Viejo Mundo y los crótalos, principalmente americanos. Poseen el aparato inoculador más desarrollado de todas las serpientes, con largos colmillos huecos  que actúan como agujas hipodérmicas sujetos a un premaxilar móvil.

## Características
La mayoría de las especies son extremadamente venenosas; su veneno tiene una acción principalmente hemolítica. Los colmillos inoculadores son de tipo solenoglifo, es decir, huecos y con un canal interior que se ha desarrollado a partir del ahondamiento progresivo del surco existente en otras familias hasta que se han fundido los márgenes de este. Cuando la serpiente abre la boca para atacar, la musculatura gira al reducido hueso maxilar, que porta los colmillos, que ahora se disponen para atacar, y el hueso vuelve a girar ocultando los colmillos contra el techo bucal cuando cierra la boca; ello permite que sean muy largos, alcanzando hasta los 5 cm en la víbora del Gabón (Bitis gabonica). Dado que estos colmillos se proyectan hacia adelante, estas serpientes atacan golpeando e hincando los colmillos en la piel de la víctima en lugar de morder.
En cuanto al tamaño, algunos crotalinos americanos alcanzan gran tamaño, como Lachesis que llega a medir más de tres metros; pero en general no son serpientes especialmente largas aunque sí pueden ser muy corpulentas. Sin embargo se han tenido reportes de Bothrops asper con más de 3 m de longitud. Incluso se ha reportado que la diamantina del este Crotalus adamanteus puede alcanzar más de 4 m, convirtiéndose en una de las más grandes de América.
La mayoría de los vipéridos son ovovivíparos y el hallazgo de embriones avanzados dentro de hembras de víboras y serpientes de cascabel puede haber originado la leyenda de que estos reptiles esconden a sus crías tragándoselas cuando se sienten amenazadas, tal como lo refiere Álvarez del Toro (1982).

## Veneno
La capacidad de una serpiente para ser venenosa está íntimamente relacionada con la actividad de su veneno. Mucho depende del estado de salud del espécimen así como de otros factores como época del año, irritabilidad de la serpiente, sitio de la mordedura, la especie misma, si la mordedura es una mordedura seca, etc., lo mismo que el estado de salud de la víctima (humana o no), la edad y en ocasiones si una persona ha sido mordida en repetidas ocasiones ya que se desarrolla una especie de inmunidad adquirida.
Los venenos no son tipos puros, sino una combinación de ambos. El término hemolítico para aquellos tipos de venenos cuyo blanco principal es el tejido hematopoyético es un término corto porque la sangre es sólo uno de tantos tejidos blanco que los venenos de las víboras atacan. De esta manera mejor sería llamarlo veneno destructor de tejidos, lo cual abarca un espectro más amplio de acción de esta mezcla proteínica.
Sin embargo, hay especies de serpientes que poseen una combinación más equilibrada de venenos destructor de tejidos y neurotóxico (propio de los Elapidae). Por ejemplo, el dolor instantáneo (diferenciado del dolor subsecuente resultante de la hinchazón, o de las incisiones, torniquete, u otros tratamientos), es mencionado en casi todos los registros de mordeduras de las serpientes de cascabel, de veneno destructor de tejidos principalmente. El dolor constituye el mejor síntoma de confirmación de la presencia de veneno en la mordedura, justificando el tratamiento, no obstante no es un síntoma invariable, pues ha habido algunos casos donde este no se ha presentado, como en la mordedura por Crotalus scutulatus o Crotalus durissus, cuyo veneno tiene una forma de acción diferente al de otras víboras de fosetas como Bothrops asper.
Incluso se ha visto que el veneno de la cascabel Mojave (Crotalus scutulatus ) afecta los sistemas cardiovasculares, la sangre, tejidos musculares, tejidos epiteliales, sistema respiratorio y sistema nervioso central. La mayoría de estos venenos causan cambios relativamente menores en la transmisión neuromuscular en comparación con las serpientes de coral. El envenenamiento por Crotalus scutulatus produce parálisis respiratoria que puede ocasionar la muerte, lo cual la hace clínicamente importante debido a que su veneno causa en ocasiones, a diferencia de las demás cascabeles, efectos neurotóxicos retardados; la sintomatología puede tardar hasta 12 horas en presentarse ya que no están acompañados por los daños usuales de tejidos, usados para estimar la toxicidad en las mordeduras de vipéridos.
El veneno de las serpientes de cascabel Crotalus durissus terrificus y Crotalus scutulatus scutulatus también contiene dos subunidades neurotóxicas, crotoxina y toxina Mojave respectivamente, mientras que una toxina homóloga ha sido aislada de otras cascabeles tales como Crotalus viridis concolor. La actividad de la proteasa en los adultos de C. s. scutulatus es bastante baja, lo que explica hasta cierto punto la ausencia de efectos locales que sí hay en otros vipéridos

## Taxonomía
En los últimos años se han hecho algunos cambios taxonómicos en lo referente a las serpientes de la familia Viperidae, y según tales hallazgos a todas las víboras se las clasifica dentro de la superfamilia Viperoidea.
Las 329 especies de la familia Viperidae se subdividen en tres subfamilias y los siguientes géneros reconocidos:
- Azemiopinae Liem, Marx & Rabb, 1971
  - Azemiops Boulenger, 1888
- Viperinae Oppel, 1811 - víboras
  - Atheris Cope, 1862
  - Causus Wagler, 1830
  - Bitis Gray, 1842
  - Cerastes Laurenti, 1768
  - Daboia Gray, 1842
  - Echis Merrem, 1820
  - Eristicophis Alcock, 1896
  - Macrovipera Reuss, 1927
  - Montatheris Broadley 1996
  - Montivipera Nilson, Tuniyev, Andrén, Orlov, Joger & Herrmann, 1999
  - Proatheris Broadley 1996
  - Pseudocerastes Boulenger, 1896
  - Vipera Laurenti, 1768
- Crotalinae Oppel, 1811 - crótalos
  - Agkistrodon Palisot de Beauvois, 1799
  - Atropoides Werman, 1992
  - Bothriechis Peters, 1859
  - Bothrocophias Gutberlet & Campbell, 2001
  - Bothrops Wagler, 1824
  - Calloselasma Cope, 1860
  - Cerrophidion Campbell & Lamar, 1992
  - Crotalus Linnaeus, 1758
  - Deinagkistrodon Gloyd, 1979
  - Garthius Malhotra & Thorpe, 2004
  - Gloydius Hoge & Romano-Hoge, 1981
  - Hypnale Fitzinger, 1843
  - Lachesis Daudin, 1803
  - Mixcoatlus Jadin, Smith & Campbell, 2011
  - Ophryacus Cope, 1887
  - Ovophis Burger, 1981
  - Porthidium Cope, 1871
  - Protobothrops Hoge & Romano-Hoge, 1983
  - Sistrurus Garman, 1883
  - Trimeresurus Lacepede, 1804
  - Tropidolaemus Wagler, 1830

Sin embargo, hay que señalar que estos sistemas de clasificación no son completamente concluyentes, y muchas veces los grupos y familias varían de acuerdo al criterio del autor, incluso si han sido aprobados por comisiones internacionales sobre nomenclatura y taxonomía. Por ejemplo , en 2012 Bothriopsis, Bothropoides y Rhinocerophis se han sinonimizado con Bothrops.